# آنجی چئونگ
آنجی چئونگ وای یی بازیگر چینی مالزیایی مقیم هنگ کنگ است. او در سال ۱۹۹۲ برنده جایزه دوشیزه چینی مالزی شد و در سال ۱۹۹۳ به هنگ کنگ رفت تا برای شرکت در مسابقات بین‌المللی دوشیزه چینی شرکت کند. پس از آن، او با تلویزیون هنگ کنگ تی‌وی‌بی قرارداد امضا کرد و بازیگر شد. او در سال ۲۰۰۳ توسط دوست پسرش مورد ضرب و شتم قرار گرفت و به شدت مجروح شد.

## نقش‌های قابل توجه
- لی چوی ییو/نگ فونگ گوای در یک روح مهربان
- Spider Spirit Si Si در سفر به غرب
- ما دینگ دونگ در قرار من با یک خون‌آشام
- Shek Siu Yuk در محافظت فوق‌العاده
- جنی هوی در Never Dance Alone
- دیو عنکبوتی در سفر به غرب (مجموعه تلویزیونی ۱۹۹۸)

## فیلم‌شناسی

### فیلم‌های سینمایی
- روزی روزگاری در جامعه سه‌گانه ۲ (۱۹۹۶)
- فایل‌های رمز و راز (۱۹۹۶)
- سبک آمیب عشق (۱۹۹۷)
- عشق… عشق (۱۹۹۷)
- عشق کروز (۱۹۹۷)
- عشق و جنسیت هالیوود شرقی (۱۹۹۸)
- آقای وای-گو (۱۹۹۸)
- داستان واقعی اوباش (۱۹۹۸)
- تجاوز شده توسط یک فرشته ۳ (۱۹۹۸)
- The Conman (1998)
- سلاح بدن (۱۹۹۹)
- دیوانه قاتل (۲۰۰۰)
- چشم در برابر چشم (۲۰۰۰)
- A Wicked Ghost II: The Fear (2000)
- عاشق من، پولم را دوست داشته باش (۲۰۰۱)
- شب دردسرساز ۱۲ (۲۰۰۱)
- گزارشگر (۲۰۰۳)
- شاهزاده طوفان (۲۰۰۳)
- دونده (۲۰۰۴)
- مردانی در حالت آبی (۲۰۰۴)
- عشق یک چیز احمقانه است (۲۰۰۴)
- کلید سرنوشت (۲۰۰۴)

### سریال‌های تلویزیونی
- ICAC (1994)
- Class Of Distinction (1995)
- پرونده‌های تحقیقات کارآگاه (۱۹۹۵)
- یک روح خویشاوند (۱۹۹۵–۱۹۹۹)
- سفر به غرب (۱۹۹۶)
- سفر به غرب II (1998)
- Dark Tales II (1998)
- حفاظت فوق‌العاده (۱۹۹۹)
- همیشه شاد (۱۹۹۹)
- Showbiz Tycoon (2002)
- قرار من با یک خون‌آشام ۲ (۲۰۰۱)
- ماجراهای جدید Chor Lau-heung (2001)
- Greed Mask (2003، پخش در هنگ کنگ در سال ۲۰۰۶)
- واکنش مسلحانه IV (2004)
- هرگز تنها نرقص (۲۰۱۴)
- عمیق در قلمرو وجدان (۲۰۱۸)
- فرشته نگهبان ۲۰۱۸ وب درام (2018) – Mak Chi-man/Ms. Mak (در قسمت ۹–۱۳ ظاهر می‌شود)
- شرط می‌بندم که ببخشی (۲۰۱۹)
- ناودان (2020)[۱]